# Museo Arqueológico de Agios Nikolaos
El Museo Arqueológico de Agios Nikolaos es un museo de la isla de Creta, en Grecia, que fue creado en 1970 para albergar los objetos hallados en los yacimientos arqueológicos de la parte oriental de la isla.

## Colecciones
El museo cuenta con ocho salas de exposiciones y un patio central. Contiene una colección de objetos pertenecientes a periodos comprendidos entre la prehistoria y la Antigüedad tardía. 
Es destacable sobre todo la presencia de objetos de la civilización minoica. Entre las colecciones figuran los hallazgos de la necrópolis de Agia Fotiá, que es la más grande de Creta durante la prehistoria, los procedentes del yacimiento arqueológico de Malia y los del asentamiento del periodo minoico antiguo de Furnu Korifí.
También se conservan los restos de diferentes santuarios minoicos de montaña de la región: Kalamaki, Petsofás, Modi, Traóstalos, Priniás y Etianí Kefala, que datan del periodo minoico medio y consisten principalmente en figurillas votivas con formas de persona o de animal.
Por otra parte, hay hallazgos del periodo minoico tardío de Milatos y Kritsa, del periodo geométrico procedentes de Anavlojo Vrajasio, de la época arcaica griega de la antigua Olunte y de las épocas griega y romana de las antiguas ciudades de Kamara (que estaba situada en el territorio de la actual ciudad de Agios Nikolaos) y de Lato.
Uno de los objetos más famosos del museo es un recipiente conocido como la «Diosa de Mirtos», que fue hallado en Furnú Korifí. También es destacable una diadema de oro procedente del yacimiento de Mojlos.

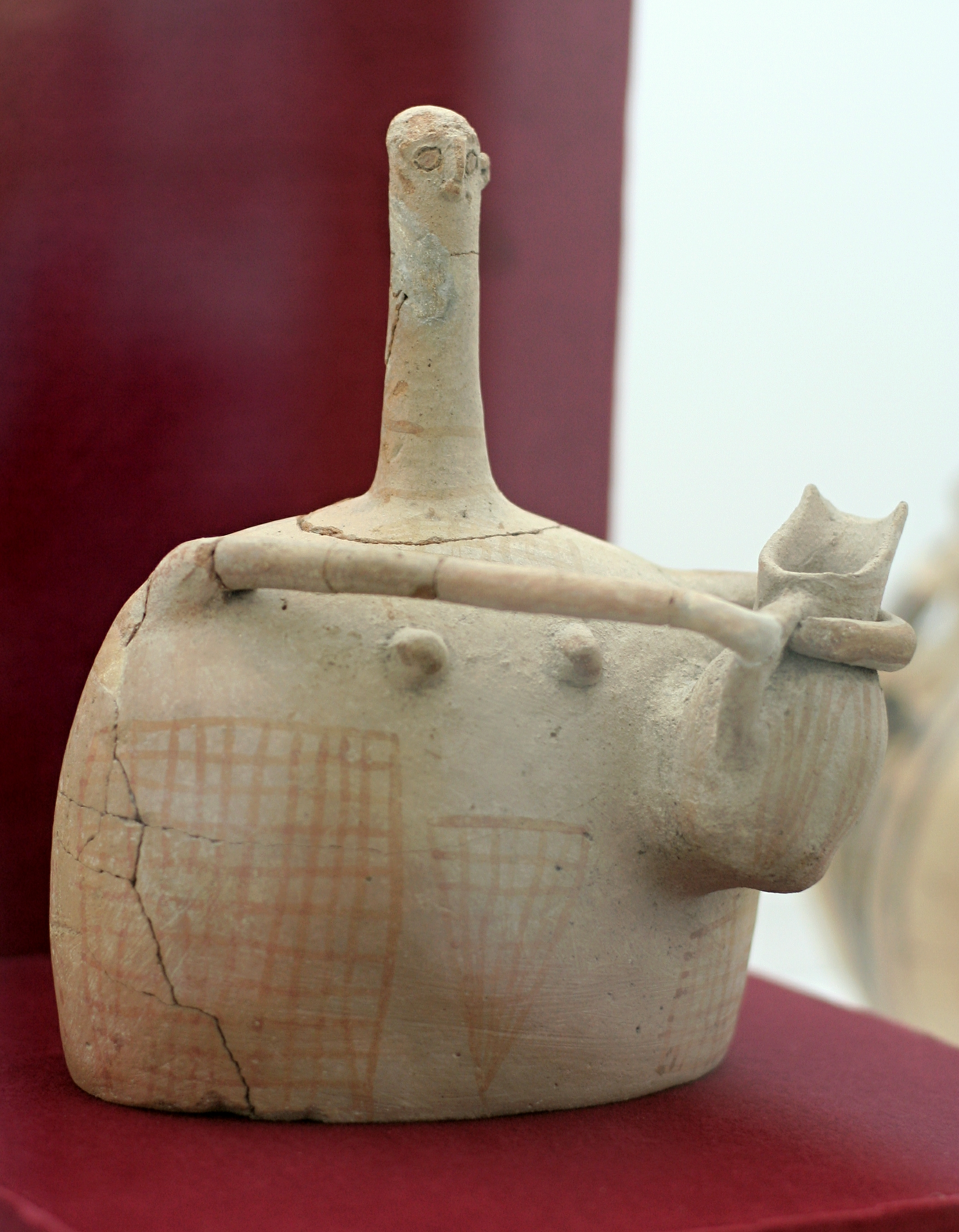
Diosa de Mirtos, del periodo minoico antiguo II.
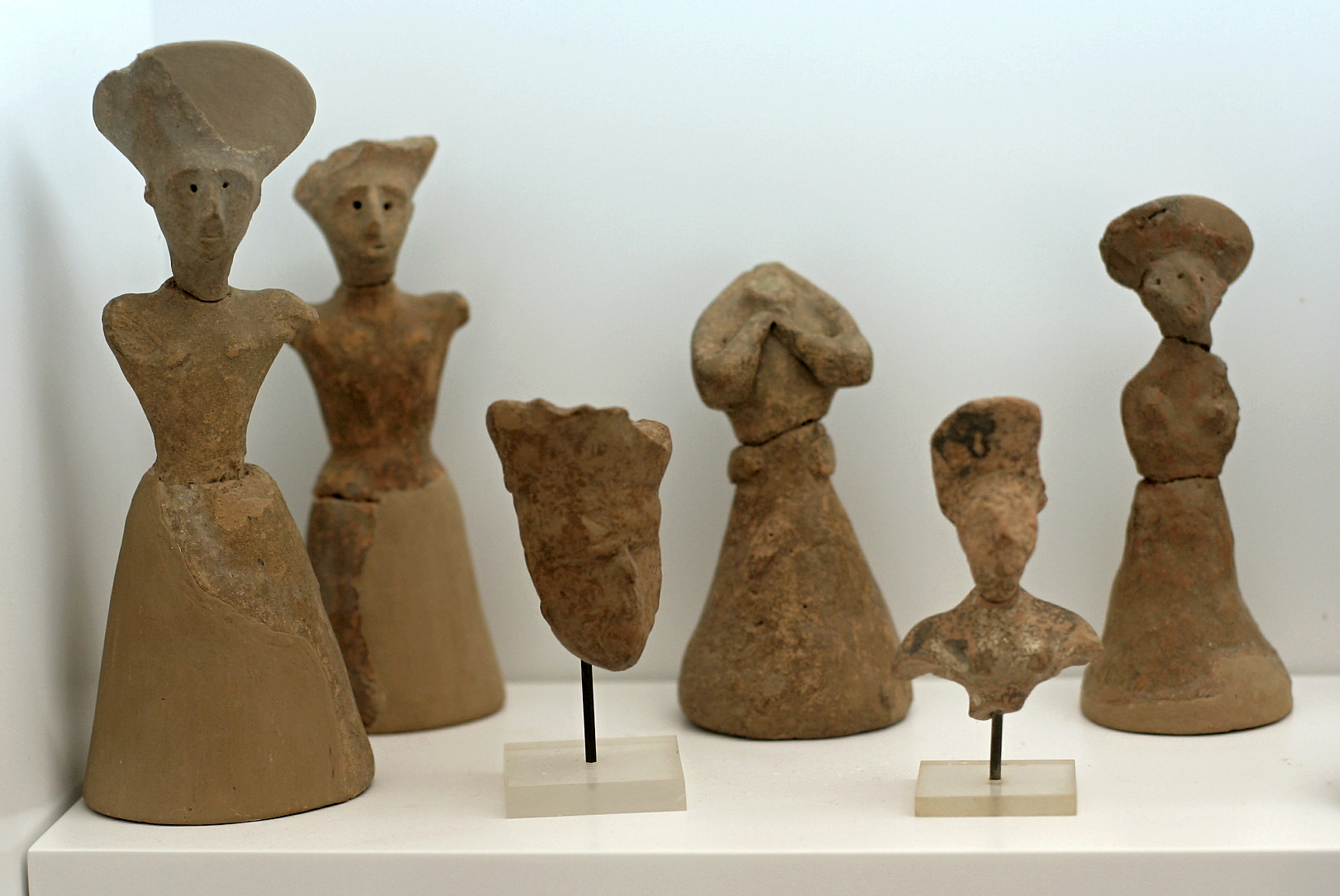
Figurillas femeninas de terracota del periodo minoico medio.
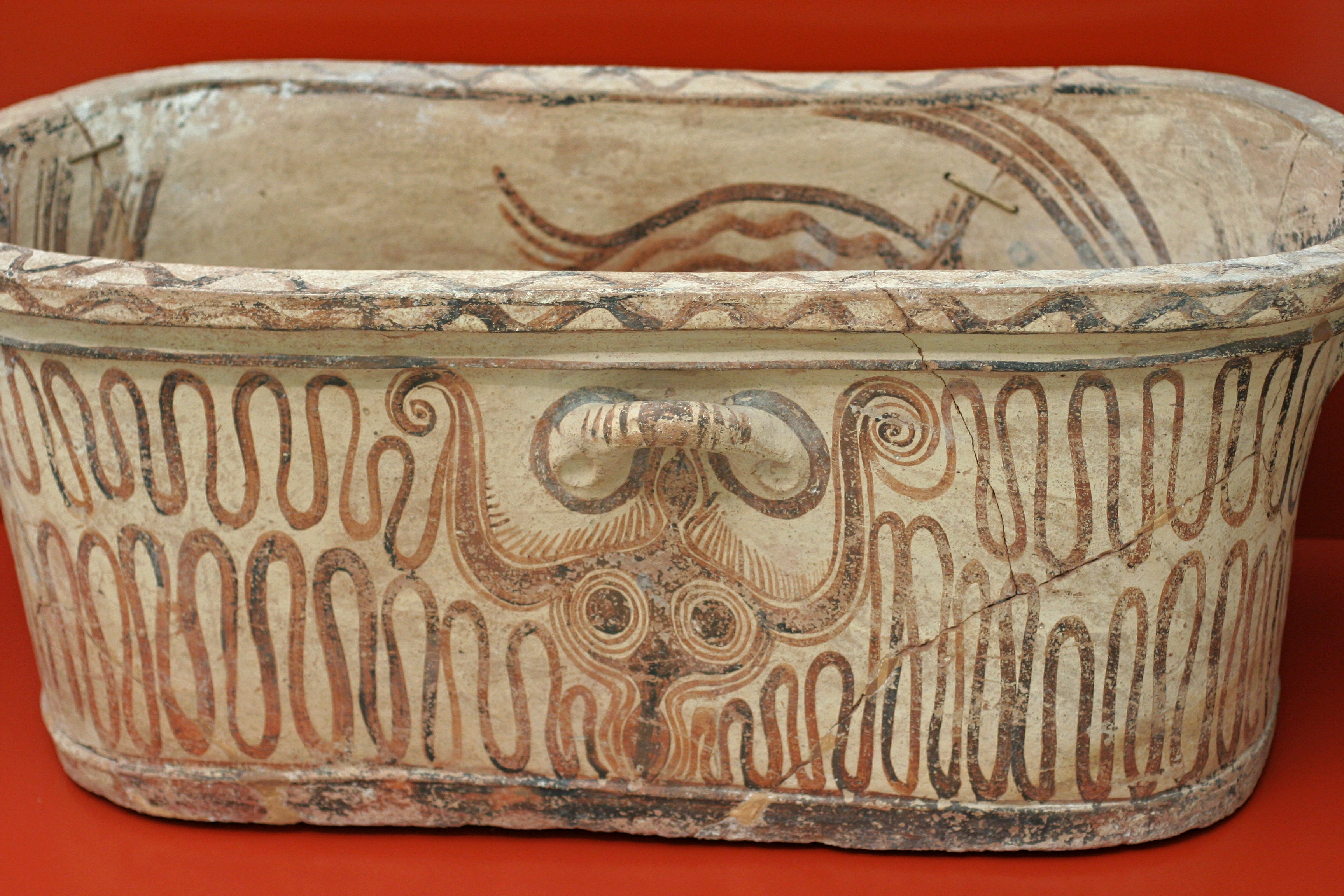
Lárnax del periodo minoico tardío III.